# Ariranha
Ariranha is een gemeente in de Braziliaanse deelstaat São Paulo. De gemeente telt 8.876 inwoners (schatting 2009).

## Geboren
- Réver Humberto Alves Araújo, "Réver" (1985), voetballer